# Agathia ichnospora
Agathia ichnospora là một loài bướm đêm trong họ Geometridae.